# 검은 집 (1963년 영화)
《검은 집》(Khaneh Siah Ast, The House Is Black)은 이란에서 제작된 포루그 파로흐자드 감독의 1963년 다큐멘터리 영화이다. 에브라힘 골레스탄 등이 제작에 참여하였다.
이 영화는 나환자 수용소에서의 삶과 고통을 들여다보며 인간의 상태 및 창조의 미에 초점을 맞춘다.